# آئروموناس هیدروفیلا
آئروموناس هیدروفیلا (نام علمی: Aeromonas hydrophila) یا هَوا-یگان آب‌دوست نام یک گونه از سرده آئروموناس است.
آئروموناس هیدروفیلا یک باکتری میله‌ای شکل، گرم منفی و متحرک است که دامنه دمایی رشد آن ۰–۴۵ درجه سانتی‌گراد بوده و دمای اپتیمم رشد آن ۲۸ درجه سانتی‌گراد می‌باشد. این باکتری یک باکتری آبزی است که بیشتر در آب‌های شور یافت می‌شود تا آب‌های شیرین. این ریزسازواره (میکروارگانیسم) یک بیماری‌زای مهم برای ماهی‌ها، لاک پشت‌ها، قورباغه‌ها، حلزون‌ها و تمساح‌ها می‌باشد و بخصوص یک بیماری‌زای انسانی، بخصوص در میزبان‌های سازگار است.
آئروموناس هیدروفیلا عامل اسهال، عفونت پرده داخلی قلب، مننژیت، عفونت بافت‌های نرم و باکتری‌ها می‌باشد. سوش‌های مولد سم این باکتری، یک پلی‌پپتید با وزن مولکولی ۵۲ کیلو دالتون تولید می‌کنند که دارای فعالیت آنتروتوکسیک، سیتوتوکسیک و همولیتیک می‌باشد.